# Bechara Boutros al-Rahi
Bechara Boutros Al-Ra'i (Hemlaya, 25. veljače 1940.) 77. je maronitski patrijarh Antiohije i poglavar Maronitske Crkve.
Papa Benedikt XVI. proglasio ga je kardinalom na konzistoriju 24. studenoga 2012. godine.